# مارتیروس گاووگجیان
مارتیروس گاووگجیان (Մարտիրոս Գավուգչյան؛ زاده ۸ اوت ۱۹۰۸ – درگذشته ۸ اوت ۱۹۸۸) معمار، پژوهشگر، ارمنی‌شناس، تاریخ‌نگار و باستان‌شناسی ارمنی که کتاب‌های متعددی دربارهٔ تاریخ ارمنستان باستان نوشته‌است. وی به خاطر شاهکار خویش دربارهٔ پیشاتاریخ ارمنستان تحت عنوان «Armenia, Subartu And Sumer» که درسال ۱۹۸۷ به زبان انگلیسی و ارمنی منتشر شده‌است. شناخته شده‌است. وی بین سال‌های ۱۹۴۱ تا ۱۹۸۸ میلادی فعالیت می‌کرد.

## زندگی‌نامه
در ۸ اوت ۱۹۰۸ در نیغده به دنیا آمد و در سال ۱۹۳۴ در رشته مهندسی معماری از دانشگاه آمریکایی بیروت فارغ‌التحصیل شد. وی همچنین برندهٔ جوایزی همچون معمار شایسته ارمنستان شوروی شده‌است. وی ۸ اوت ۱۹۸۸ در در سن سالگی در مونترال درگذشت.